# Cosmes Mestre
Cosmes Mestre (en llatí Cosmas Magister, en grec Κοσμᾶς) fou un jurista grecoromà que va rebé el seu sobrenom perquè fou magister officiorum sota Romà I (919-944).
L'emperador el va utilitzar per compilar diverses lleis. Aquestes lleis dividides en 50 títols foren compilades entre 919 i 920 sota el nom ἐκλογὴ νόμων τῶν ἐν ἐπιτόμῳ ἐκτιθεμένων. Va publicar també algunes Novellae de l'emperador Romà. Jordi Cedrè l'esmenta com a patricius i logotheta hippodromi (l'hipòdrom era el nom de la cort superior de justícia).